# آنسیلا
آنسیل‌ها (نام علمی: Ancilla) نام یک سرده از فراراسته تازه‌شکم‌پایان است.